# Пасос Сантос, Отавио Энрике
Отавио Энрике Пассос Сантос (порт.-браз. Otávio Henrique Passos Santos более известный, как Отавио порт. Otávio; род. 4 мая 1994 года в Масейо) — бразильский футболист, опорный полузащитник клуба «Флуминенсе».

## Биография

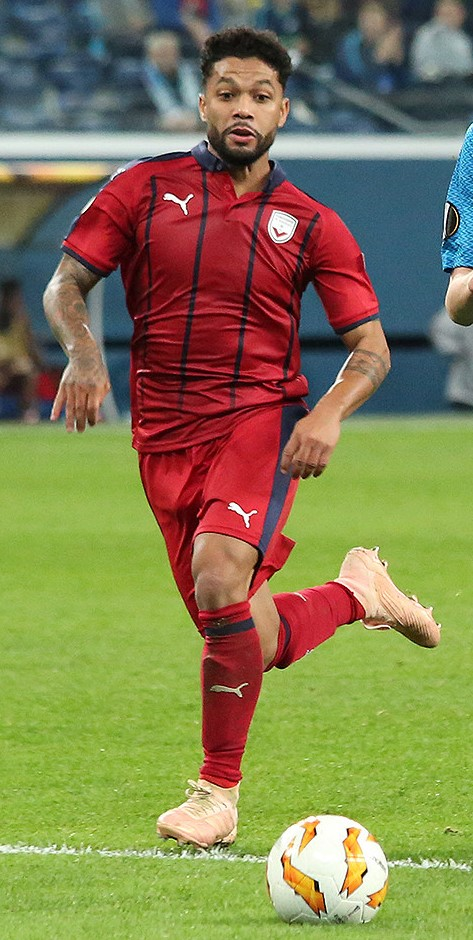
Отавио в составе «Бордо»

Отавио — воспитанник клуба «Атлетико Паранаэнсе». 18 января 2014 года в поединке Лиги Паранаэнсе против «Прудентополиса» Сантос дебютировал за основную команду. 20 апреля в матче против «Гремио» он дебютировал в бразильской Серии А. 24 февраля 2016 года в поединке против «Крисиумы» Отавио забил свой первый гол за «Атлетико Паранаэнсе». В том же году он помог команде выиграть Лигу Паранаэнсе.
Летом 2017 года Отавио перешёл во французский «Бордо», подписав контракт на четыре года. Сумма трансфера составила 5 млн евро. 26 августа в матче против «Труа» он дебютировал в Лиге 1.
В начале 2022 года Отавио отправился в аренду в «Атлетико Минейро». 20 февраля он завоевал свой первый трофей с «галос», попав в заявку на матч за Суперкубок Бразилии, хотя и не выйдя на поле. В начале апреля выиграл с «Атлетико» чемпионат штата Минас-Жерайс, в ходе которого полузащитник сыграл в шести матчах.

## Достижения
- Чемпион штата Минас-Жерайс (1): 2022
- Чемпион штата Парана (1): 2016
- Обладатель Суперкубка Бразилии (1): 2022 (не играл)